# Ivan Rajčić
Ivan Rajčić (Spalato, 16 aprile 1981) è un ex calciatore croato, di ruolo centrocampista.

## Carriera

### Club
È stato portato in Italia dal Verona nell'estate del 2000, quando la squadra militava in Serie A.
In quella stagione la società veneta arrivò quattordicesima in campionato, ma Ivan non scese mai in campo.
Nel 2001 il croato si trasferisce al Chieti, disputando 3 campionati di Serie C1.
Inizia in terza serie anche la stagione 2004-2005, approdando nel mese di gennaio 2005 in Serie B, tra le file del Bari, dove diventa titolare disputando, tra la fine di quel torneo ed i 3 successivi, 88 partite.
Nel gennaio del 2009 viene ceduto al Frosinone, dopo non aver disputato, nella prima parte di stagione, nemmeno una partita in Puglia, complice un grave infortunio. In Ciociaria riesce a fare il suo esordio nella Serie B 2008-2009, collezionando 11 presenze e contribuendo al raggiungimento dell'obiettivo salvezza.
Nell'estate 2009 ritorna al Bari, ma viene messo fuori rosa.
L'8 gennaio 2010 passa in prestito secco al Taranto. Nell'estate 2010 passa in prestito al Barletta.
Il 13 luglio 2011 viene acquistato dal Benevento fra gli svincolati firmando un biennale.
Il 29 maggio 2014 firma con la Casertana.
Il 1º dicembre 2015, il giorno dopo la sconfitta per 2-0 contro il Foggia, viene messo fuori rosa per motivi disciplinari. Dopo un avvenuto chiarimento con la società, il 3 dicembre viene reintegrato.
Il 9 luglio 2018 annuncia il suo addio alla Casertana per far ritorno in patria.

### Nazionale
Conta 3 presenze con la Nazionale croata Under-17, due nelle qualificazioni ai Campionati europei del 1998 contro la Bosnia Erzegovina e contro l'Israele, ed una presenza alla fase finale dei Campionati continentali nella gara contro l'Italia, entrando al 67' al posto di Nikica Bule.
Ha anche giocato il 7 marzo 2001 a Virje con l'Under-20 croata in un'amichevole svoltasi contro l'Ungheria, subentrando al 52' a Dario Zahora.

## Calcioscommesse
Il 6 giugno 2013, Rajcic viene deferito dalla Procura Federale riguardo allo scandalo che lo vede protagonista ai tempi in cui giocava al Bari per alcune partite truccate che lo vedono coinvolto.
Il 16 luglio 2013, il calciatore viene condannato in primo grado dalla Commissione Disciplinare Nazionale della FIGC a 3 anni e 6 mesi di squalifica, pena confermata, successivamente, anche in appello.
Il 10 aprile 2014, il TNAS gli riduce la squalifica ad 1 anno ed 1 mese.
Il 30 maggio 2016, in relazione alla partita Bari-Treviso 0-1 del 2007-2008, viene condannato a 8 mesi di reclusione e 8.000 euro di multa con pena sospesa nel processo penale a Bari perché insieme ad altri 7 compagni avrebbe intascato soldi per perdere la partita.

## Statistiche

### Presenze e reti nei club
| Stagione         | Squadra          | Campionato       | Campionato | Campionato | Coppe nazionali | Coppe nazionali | Coppe nazionali | Coppe continentali | Coppe continentali | Coppe continentali | Altre coppe | Altre coppe | Altre coppe | Totale | Totale |
| Stagione         | Squadra          | Comp             | Pres       | Reti       | Comp            | Pres            | Reti            | Comp               | Pres               | Reti               | Comp        | Pres        | Reti        | Pres   | Reti   |
| ---------------- | ---------------- | ---------------- | ---------- | ---------- | --------------- | --------------- | --------------- | ------------------ | ------------------ | ------------------ | ----------- | ----------- | ----------- | ------ | ------ |
| gen.-giu. 2005   | Bari             | B                | 10         | 0          | CI              | -               | -               | -                  | -                  | -                  | -           | -           | -           | 10     | 0      |
| 2005-2006        | Bari             | B                | 17         | 0          | CI              | 3               | 0               | -                  | -                  | -                  | -           | -           | -           | 20     | 0      |
| 2006-2007        | Bari             | B                | 30         | 0          | CI              | 0               | 0               | -                  | -                  | -                  | -           | -           | -           | 30     | 0      |
| 2007-2008        | Bari             | B                | 32         | 1          | CI              | 3               | 0               | -                  | -                  | -                  | -           | -           | -           | 35     | 1      |
| 2008-gen. 2009   | Bari             | B                | -          | -          | CI              | -               | -               | -                  | -                  | -                  | -           | -           | -           | -      | -      |
| gen.-giu. 2009   | Frosinone        | B                | 11         | 0          | CI              | -               | -               | -                  | -                  | -                  | -           | -           | -           | 11     | 0      |
| 2009-gen. 2010   | Bari             | A                | -          | -          | CI              | -               | -               | -                  | -                  | -                  | -           | -           | -           | -      | -      |
| Totale Bari      | Totale Bari      | Totale Bari      | 89         | 1          |                 | 6               | 0               |                    | -                  | -                  |             | -           | -           | 95     | 1      |
| gen.-giu. 2010   | Taranto          | 1D               | 12         | 0          | CI+CI-LP        | -               | -               | -                  | -                  | -                  | -           | -           | -           | 12     | 0      |
| 2010-2011        | Barletta         | 1D               | 26         | 0          | CI-LP           | 1               | 0               | -                  | -                  | -                  | -           | -           | -           | 27     | 0      |
| 2011-2012        | Benevento        | 1D               | 30         | 0          | CI+CI-LP        | 1+1             | 0               | -                  | -                  | -                  | -           | -           | -           | 32     | 0      |
| 2012-2013        | Benevento        | 1D               | 26         | 0          | CI+CI-LP        | 1+3             | 0               | -                  | -                  | -                  | -           | -           | -           | 30     | 0      |
| Totale Benevento | Totale Benevento | Totale Benevento | 56         | 0          |                 | 6               | 0               |                    | -                  | -                  |             | -           | -           | 62     | 0      |
| 2014-2015        | Casertana        | LP               | 24         | 1          | CI+CI-LP        | 0+1             | 0               | -                  | -                  | -                  | -           | -           | -           | 25     | 1      |
| 2015-gen. 2016   | Casertana        | LP               | 10         | 0          | CI+CI-LP        | 1+2             | 0               | -                  | -                  | -                  | -           | -           | -           | 13     | 0      |
| gen.-giu. 2016   | Martina          | LP               | 13+2       | 0          | CI-LP           | -               | -               | -                  | -                  | -                  | -           | -           | -           | 15     | 0      |
| 2016-2017        | Casertana        | LP               | 29+2       | 4          | CI+CI-LP        | 2+1             | 0               | -                  | -                  | -                  | -           | -           | -           | 34     | 4      |
| 2017-2018        | Casertana        | C                | 28+1       | 0          | CI+CI-C         | 0               | 0               | -                  | -                  | -                  | -           | -           | -           | 29     | 0      |
| Totale Casertana | Totale Casertana | Totale Casertana | 91+3       | 5          |                 | 7               | 0               |                    | -                  | -                  |             | -           | -           | 101    | 5      |
| Totale carriera  | Totale carriera  | Totale carriera  | 303        | 6          |                 | 20              | 0               |                    | -                  | -                  |             | -           | -           | 323    | 6      |

### Cronologia presenze e reti in nazionale
| Cronologia completa delle presenze e delle reti in nazionale ― Croazia under 20 | Cronologia completa delle presenze e delle reti in nazionale ― Croazia under 20 | Cronologia completa delle presenze e delle reti in nazionale ― Croazia under 20 | Cronologia completa delle presenze e delle reti in nazionale ― Croazia under 20 | Cronologia completa delle presenze e delle reti in nazionale ― Croazia under 20 | Cronologia completa delle presenze e delle reti in nazionale ― Croazia under 20 | Cronologia completa delle presenze e delle reti in nazionale ― Croazia under 20 | Cronologia completa delle presenze e delle reti in nazionale ― Croazia under 20 |
| Data                                                                            | Città                                                                           | In casa                                                                         | Risultato                                                                       | Ospiti                                                                          | Competizione                                                                    | Reti                                                                            | Note                                                                            |
| ------------------------------------------------------------------------------- | ------------------------------------------------------------------------------- | ------------------------------------------------------------------------------- | ------------------------------------------------------------------------------- | ------------------------------------------------------------------------------- | ------------------------------------------------------------------------------- | ------------------------------------------------------------------------------- | ------------------------------------------------------------------------------- |
| 7-3-2001                                                                        | Virje                                                                           | Croazia under 20                                                                | 1 – 1                                                                           | Ungheria under 20                                                               | Amichevole                                                                      | -                                                                               | 57’                                                                             |
| Totale                                                                          |                                                                                 | Presenze                                                                        | 1                                                                               |                                                                                 | Reti                                                                            | 0                                                                               |                                                                                 |

## Palmarès
- Coppa di Croazia: 1

Hajduk Spalato: 1999-2000